# Roskilde Domkirke
Roskilde Domkirke er domkirken i Roskilde. Domkirken er blandt de vigtigste kirkebygninger i Danmark og et af de vigtigste monumenter overhovedet på grund af sine enestående arkitektur og som gravkirke for Danmarks kongeslægt. Domkirken er Nordens første gotiske bygningsværk og en af de første teglstenskirker overhovedet opført omkring år 1200, men rummer i dag arkitektoniske stilarter fra en periode på 800 år. Domkirken har været kongefamiliens gravkirke gennem århundreder og rummer 40 kongegrave (37 kendte og 3 tilskrevet). Sammen med kirkens kalkmalerier og kunst fortæller Roskilde Domkirke kongernes, kirkens og Danmarks historie gennem 1000 år. Domkirken blev i 1995 optaget på UNESCOs verdensarvsliste.

## Historie
Ifølge Saxo Grammaticus blev der bygget en trækirke af Harald Blåtand i 980'erne. Den lå, hvor Roskilde Domkirke ligger i dag. Trækirken hed Treenighedskirken, og Harald, der døde i Polen, blev ifølge en ikke i øvrige kilder bekræftet angivelse hos Adam af Bremen begravet i den. I Domkirken findes en gravpille for Harald med et kalkmaleri af kongen fra ca. 1550, men der er ingen gravniche. Hans søn Svend Tveskæg udvidede efter sigende kirken og blev muligvis også begravet i den. Ingen af gravene er dog fundet, men er heller ikke bekræftet fundet andre steder.
I ca. 1020 blev Roskilde udnævnt til bispesæde med første benævnelse i 1022 i Ely-dokumentet, og kirken blev domkirke.
I kirken myrdede kong Knud i 1028 sin søster Estrids mand, Ulf Jarl. Kongen blev af bispen dømt til at betale mandebod (erstatning) til sin søster, der brugte pengene til at bygge den første 'stenkirke' i Roskilde i 1035.
Det er dog ikke sikkert at det er Domkirkens forgænger, der henvises til. I 1070'erne blev byggede Svend Estridsen en frådstenskirke, hvor Domkirken ligger nu. Svend Estridsens grav findes i den nuværende Domkirke. Den fuldførtes af bisp Svend Nordmand i 1080 og også hans grav findes i en af kirkens piller. Det er tidligere konkluderet af i slutningen af 1100-tallet påbegyndte Absalon den nuværende teglstenskirke. Nyere forskning peger dog på at den først blev påbegyndt omkring 1200 som gotisk kirke og opbyggedes gennem det 12- og 13. århundrede. Der udbrød brand i den nybyggede Domkirke i 1282, hvorved en del af kirkens skatte gik tabt.
I 1413 blev Dronning Margrete 1. lig flyttet til Roskilde Domkirke fra Sorø Klosterkirke. 
I 1443 brændte store dele af Roskilde og Domkirken blev beskadiget.
I 1536 blev den romersk-katolske biskop fængslet da Danmark blev luthersk-evangelisk.
I 1612 fik kong Christian 4. opført et nyt kapel til sin familie og i 1630'erne får Christian 4. opført Domkirkens to karakteristiske spir.
I 1770 bliver begyndelsen på byggeriet af Frederik 5.s kapel, men det står først færdigt i 1825.
Christian 9.s kapel opføres i 1923. Sidenhen er Frederik 8. og Christian 10. blevet begravet i i dette kapel. Efter Frederik 9.s død i 1972 omlægges Domkirkepladsen og kongens gravplads indrettes i et åbent mausoleum designet af Exner-parret uden for kirken, efter kongens eget ønske - og som det eneste af sin slags. I 2000 blev Frederik 9.s dronning Ingrid begravet her.
26. august 1968 udbrød der brand i tagværket under en restaurering af Margretespiret. Branden blev slukket, inden der skete skade indvendigt i kirken, men det oprindelige Margretespir og en klokke fra tidlig middelalder gik tabt. De nye trykimprægnerede spær og kopien af Margretespiret holdt imidlertid kun i 30 år, da beskyttelsesmidlerne viste sig at tære træet og nedbryde kobberet i taget. Så i 1990'erne måtte spiret igen udskiftes og i 2006-08 fik kirken nyt tag.
I 2018 blev den nuværende dronning Margrethe 2.s kommende gravmæle opstillet i Sankt Birgittes kapel. Da gravmælet først vises frem for offentligheden efter Dronningens død, er der udfærdiget en tildækning. Udarbejdelsen af gravmælet har været undervejs siden 2003, hvor billedhugger, professor Bjørn Nørgaard fik til opgave at udarbejde et moderne gravmæle, der kan indføje sig i den lange række af kongelige gravmæler i Roskilde Domkirke.

## Arkitektur
Roskilde Domkirke er Danmarks betydeligste kirkebygning, både i arkitektonisk sammenhæng og som historisk monument, idet Domkirken afspejler Danmarks historie fra middelalderen til i dag. Roskilde Domkirke er UNESCO verdensarv.
Roskilde Domkirke er udpeget af UNESCO som verdensarv af 2 årsager:
1: Roskilde Domkirke er med sine ca. 2,5 millioner røde sten et enestående eksempel på den tidlige brug af teglsten til opførelse af store kirkebygninger i Nordeuropa. Domkirken er Nordens første gotiske bygningsværk og en af de første teglstenskirker overhovedet opført omkring år 1200. Domkirken fik afgørende indflydelse på udbredelsen af teglsten i Skandinavien.
2: 800 års europæisk arkitekturhistorie er samlet i Roskilde Domkirke gennem tilføjelsen af kapeller og våbenhuse i løbet af de århundreder, hvor Domkirken har fungeret som mausoleum for det danske kongehus.
Stilarterne spænder over romansk, gotisk, renæssance, barok, nyklassicisme, historicisme og funktionalisme.

### Opførelse af tårne, kapeller, spir og gravplads
Oprindeligt lignede kirken et kors, men den nye kirke blev bygget uden korsarme. Siden er der blevet tilføjet to tårne, tre spir og fire gravkapeller.
- De to vesttårne, o. 1400
- Margretespiret, o. 1420
- Christian 1.s (eller Helligtrekongers) kapel, o. 1460
- Christian 4.s kapel, o. 1620
- Tårnspir, o. 1635
- Frederik 5.s kapel, o. 1775
- Christian 9.s (eller det Glücksborgske) kapel, 1925
- Kong Frederik 9.s begravelsesplads, 1985

Pave Lucius 1. var i middelalderen Roskilde Domkirkes skytspatron.

## Danske monarker begravet i Roskilde Domkirke
Dette er en oversigt over danske konger og danske dronninger, der er begravet eller menes at kunne være begravet i Roskilde Domkirke.
| Regent                | Dødsår     | Ægtefælle(r)                                                        | Dødsår    |
| --------------------- | ---------- | ------------------------------------------------------------------- | --------- |
| Harald Blåtand        | senest 987 |                                                                     |           |
| Svend Tveskæg(?)*)    | 1014       |                                                                     |           |
| Svend Estridsen       | 1076       |                                                                     |           |
|                       |            | Margrete Estrid**** (gift med Harald Hén, død i 1080)               |           |
| Margrete 1.           | 1412       |                                                                     |           |
| Christoffer af Bayern | 1448       | Dorothea af Brandenburg                                             | 1495      |
| Christian 1.          | 1481       | Dorothea af Brandenburg                                             | 1495      |
| Christian 3.          | 1559       | Dorothea af Sachsen-Lauenburg                                       | 1571      |
| Frederik 2.           | 1588       | Sophie af Mecklenburg                                               | 1631      |
| Christian 4.          | 1648       | Anna Cathrine af Brandenburg                                        | 1612      |
| Frederik 3.           | 1670       | Sophie Amalie af Braunschweig-Lüneburg                              | 1685      |
| Christian 5.          | 1699       | Charlotte Amalie af Hessen-Kassel                                   | 1714      |
| Frederik 4.           | 1730       | Louise af Mecklenburg Anna Sophie Reventlow                         | 1721 1743 |
| Christian 6.          | 1746       | Sophie Magdalene af Brandenburg-Kulmbach                            | 1770      |
| Frederik 5.           | 1766       | Louise af Storbritannien Juliane Marie af Braunschweig-Wolfenbüttel | 1751 1796 |
| Christian 7.**)       | 1808       |                                                                     |           |
| Frederik 6.           | 1839       | Marie Sophie Frederikke af Hessen-Kassel                            | 1852      |
| Christian 8.          | 1848       | Caroline Amalie af Augustenborg                                     | 1881      |
| Frederik 7.***)       | 1863       |                                                                     |           |
| Christian 9.          | 1906       | Louise af Hessen-Kassel                                             | 1898      |
| Frederik 8.           | 1912       | Louise af Sverige-Norge                                             | 1926      |
| Christian 10.         | 1947       | Dronning Alexandrine                                                | 1952      |
| Frederik 9.           | 1972       | Dronning Ingrid                                                     | 2000      |

Adam af Bremen angiver, at Harald Blåtand efter dødsfald i Polen (985) skulle være blev bragt tilbage til Danmark og begravet i Roskilde. Dette kan dog ikke bekræftes fra andre kilder, og en sådan grav er aldrig blevet fundet i Roskilde. En tom pillegrav i Domkirken kaldes for Harald Blåtands grav
- Svend Tveskæg blev begravet i Trefoldighedsklosteret, som han selv havde ladet opføre. En del antager, at klosteret og tilhørende kirke har ligget i Roskilde, måske på samme sted som den nuværende Domkirke. En grav for Svend Tveskæg er dog aldrig blevet fundet. Andre hælder dog mere til, at det er Drottens Kirkeruin (sv) i Lund i Skåne, der er det egentlige oprindelige danske hvilested for Svend Tveskæg, og at Svends Trefoldighedskloster således skulle kunne direkte knyttes til denne kirke.

- - Christian 7.s dronning, Caroline Mathilde er begravet i Celle.

- -     - Frederik 7.s første gemalinde hertuginde Vilhelmine Marie af Glücksborg er begravet i det fyrstelige mausoleum ved Lyksborg Slot. Frederik 7.s anden gemalinde kronprinsesse Mariane begravet i Johanitterkirken på Schlossinsel i Mirow. Frederik 7.s tredje gemalinde Grevinde Danner blev begravet i haven ved Jægerspris Slot.

- -     -       - Der har været tvivl om Margrete Estrids grav evt. kunne være Knud den Stores søster Estrid (Margrete Estrids farmor). Det er blevet afvist ved en DNA-prøve. I stedet angiver  Kongehuset på deres hjemmeside graven som tilhørende Harald Hens hustru dronning Margrete Estrid.[2]

## Inventar og udsmykning

### Det store krucifiks
Oprindeligt husede kirken et stort krucifiks, hvoraf mindre dele er bevaret og i dag kan ses på Nationalmuseet. Resten blev dels solgt på auktion i 1806, dels ophugget og brændt. Krucifikset bestod oprindeligt af kristusfiguren, hans moder Jomfru Maria og Apostlen Johannes samt et par ærkeengle (serafer). Det hele var malet i røde og gyldne farver. På nationalmuseet ses Jesus’ hoved samt et relief fra krucifiksets fod forestillende kvinderne ved Jesu grav. Ikke mindst ses det uhyre kostbare byzantinske relikviekors, der blev fundet gemt inde i kristushovedet, en ikke ukendt skik i datiden.

### Orglet
Før Reformationen havde kirken mindst ét orgel, et såkaldt svaleredeorgel. Men efter reformationen blev det langt vigtigere med et orgel til at akkompagnere menighedens lovsang. Man valgte den hollandske orgelbygger Herman Raphaelis Rottensteen-Pock til at bygge det nye instrument. Det imponerende orgel stod færdigt i 1555 og var samtidens største og blev betragtet som et mesterværk. Orglet er blevet ombygget i 1654, 1832-33, 1926 og 1988-91 og indeholder stadig nogle originale piber fra Raphaelis’ værk. Dets ældste del er pulpituret, som stammer fra første halvdel af 1400-tallet. Brystværnspanelet med rygpositivet går tilbage til 1554.

### Højaltertavlen
Højaltertavlen er fra ca. 1560 og fremstillet på et kunstmarked kaldet “Vor Frue kirkes Pand” i Antwerpen. En altertavle derfra kunne let koste det samme som et helt hus. Tavlen viser Jesus’ liv og hans gerninger i en stil, der er tydeligt post-reformatorisk. Altertavlen er opbygget som et skab med to fløje, der i ældre tid kun blev åbnet på kirkelige festdage. Alle dens billeder er hentet fra Kristi liv, og de kan læses som en sammenhængende beretning. Man begynder for neden til venstre med bebudelsen, Jesu fødsel, hyrdernes tilbedelse, de Hellige tre Konger. barnemordet og flugten til Ægypten. Herover ses hele lidelseshistorien – også begyndende fra venstre: fremstillingen for Pilatus, Kristus for Herodes, hudflettelsen, bespottelsen, tornekroningen, nedfarten til dødsriget og opstandelsen, og endelig ses øverst i midten Korsfæstelsen flankeret af Kristus hos ypperstepræsten, domfældelsen, vejen til Golgatha, nedtagelsen af korset samt gravlæggelsen og himmelfarten. På bagsiden af de to fløje følger yderligere en række scener forestillende blandt andet undergerningerne: helbredelsen af en blind, Lazarus opvækkelse – samt illustrationer til de afgørende øjeblikke: Kristus og de skriftkloge, indtoget i Jerusalem m.v.
Omkring 1970 blev altertavlen restaureret og står nu med sine oprindelige farver som en fornem repræsentant for nederlandsk kunst under Renæssancen. Den er forgyldt, men mange detaljer er yderligere fremhævet med maling.

### Prædikestolen
Prædikestolen blev bestilt i 1609 af Christian 4. og leveret samme år. Den er fremstillet af den i tiden berømte kunstner Hans Brockman. Den er udformet i sandsten med skulpturer udskåret i alabast og hvid og sort belgisk marmor. Udsmykningen er i en stil kaldet manierisme.

### Maleri af Frederik 3.s død
Det mere end 10 kvadratmeter store maleri af den tyskfødte maler Heinrich Dittmers fra (senest) 1674 viser Frederik 3. på lit de parade. Billedet er typisk for den barokke totalkunst. Man ser den døde konge, realistisk bleg og grønlig, ligge på et prægtigt leje bestrøet med blomster. Fra oven strømmer lyset og engle svæver omkring. Stilen er tydeligt inspireret af Caravaggio.

### Andreaskapellet
I 2010 omskabte maleren Peter Brandes Andreaskapellet til en lille kirke i den store som ramme om mere intime kirkelige handlinger. Gitteret ind til kapellet består af ottetakkede stjerner, det traditionelle kors overlagt med et X, idet Apostlen Andreas ifølge overleveringen blev korsfæstet på et X-formet kors. I centrum af hver stjerne ses de tolv sendebudes ansigter. Altertavlen, en gylden mosaik, er udformet som et koncentrat af de centrale personer og begreber i den protestantiske tro. Jesus, Maria, Johannes, æblet, olivengrenen.

## Kongelige gravminder
Margrete 1.
Skønt Margrete 1.s far og søn begge var begravet i Sorø, blev Margrete altså selv begravet i Roskilde. Alt tyder på, at Margretes biskop Peder Jensen Lodehat og hendes plejesøn Erik af Pommern besluttede, at der ikke var en passende gravplads i Sorø, og at kun Roskilde Domkirke kunne yde hendes eftermæle retfærdighed. En krønikeskriver fra Tyskland berettede efter begravelsen, at der intetsteds i Europa var fejret en mere pragtfuld fest.
For at skaffe plads til monumentet blev hele koret bygget om, så dronningen kom til at ligge i centrum af korsgangen. Herover blev rejst et spir, Margretespiret, så man også udefra kunne se, hvilken betydningsfuld person her var begravet.
Selve sarkofagen blev udført i en særlig mørk kalksten, der formentlig stammer fra Bornholm eller Skåne. Dronningefiguren på låget og reliefferne på sarkofagens sider er udført i hvid alabast. Ifølge indskriften er mindesmærket sat i 1423 på foranledning af Erik af Pommern til minde om Margrete, da hele efterverdenen ikke formår at hædre hende, som hun fortjener.
Christian 1. og dronning Dorothea
Christian 1. og dronning Dorothea byggede et nyt gravkapel til den nye oldenborgske slægt, kaldet Helligtrekongerskapellet. De hellige tre konger var symbolet på den danske, norske og svenske kongetrone. Kapellet skulle, ifølge et gavebrev udstedt af kongen og dronningen i 1459, have tre formål. Dels naturligvis at huse deres og deres efterkommeres gravmonumenter, dels at rumme altre til afholdelse af sjælemesser og dels at være tilholdssted for et broderskab, som kongen tilsyneladende havde stiftet. Ordenssalen til broderskabet havde sin egen overetage, en såkaldt riddersal, i kapellet. Kapellet er fyldt med kalkmalerier fra ca. 1465. I kapellet ses også Christian 3.s og Frederik 2.s gravmæler, udført af den berømte flamske kunstner Cornelis Floris de Vriendt.
Christian 4.
Udover at have tilføjet sin egen kongestol og prædikestol samt en ny vestportal til kirken (portalen flyttedes i 1871 til Holmens Kirke), lod Christian 4. to ældre kapeller nedrive til fordel for det kapel, der skulle huse hans egen og hans hustrus gravmonumenter. Han valgte Kgl. Bygmester Hans van Steenwinckel den ældres søn Lorenz van Steenwinckel som bygmester og da denne døde, forblev byggeriet i familien, da broderen Hans van Steenwinckel den yngre overtog. Skønt kongen var meget engageret i arbejdet og givetvis har haft en passion for arkitektur, er det næppe ham selv, der har tegnet kapellet, men der hersker ikke tvivl om, at han har vogtet nidkært over dets udførsel. Selve gravmælet blev bygget inde på Tøjhuset, men da det brændte i 1647, et års tid før kongens død, forsvandt også gravmælet og det meste af, hvad vi ved om dets udseende. Kongens sølvbeslåede kiste står nu midt i kapellet, der afgrænses af et storslået gitter udført af Caspar Fincke.
Christian 5. og Frederik 4.
Som enevældig konge og dermed “statholder i Guds eget rige” måtte Christian 5. have et stateligt gravmæle. Og hvad mere stateligt end koret, der havde stået halvtomt og ventet på udsmykning siden reformationen. Arbejdet blev indledt i 1689 og varede fem år. Selve gravmonumenterne af hvidt marmor blev først påbegyndt efter både kongen og dronningen var døde. De blev udfærdiget af Andreas Gercken og billedhuggeren Johan Christopher Sturmberg. Frederik 4. og hustrus gravmonumenter ligner de førnævnte meget, og der er da også et slægtskab mellem ophavsmændene, da de er opført af Andreas Gerckens nevø Didrik, på opdrag af Laurids de Thurah, påbegyndt ca. 1735.
Christian 9.
Da Christian 9. døde i 1906 blev der udskrevet en konkurrence om en dobbeltsarkofag til ham og Dronning Louise, der skulle opstilles i Frederik 5.s kapel. Konkurrencen blev vundet af JF Willumsen, men hans forslag var for kontroversielt og blev ikke antaget. I stedet blev to helt andre kunstnere pålagt opgaven, Den Lille Havfrues skaber Edvard Eriksen og arkitekten Hack Kampmann. De skabte en stor sarkofag i hvidt marmor flankeret af tre yndefulde skulpturer forestillende Erindringen, Kærligheden og Sorgen.
Frederik 9.
Frederik 9.s gravmæle, der stod færdigt i 1985 er skabt af en række fremtrædende danske kunstnere og arkitekter og er det første siden vikingetiden, der er placeret udendørs. Det er opført af Inger og Johannes Exner i samarbejde med domkirkens arkitekt Wilhelm Wohlert af specialbrændte mursten i en ottekantet form. Bronzelågen er tegnet af Sven Havsteen-Mikkelsen og billedhuggeren Erik Heide har udformet gravstenen i grønlandsk granit. Der er otte gravpladser, og Dronning Ingrid blev begravet ved siden af Frederik 9. i 2000.
Margrethe 2.
Dronning Margrethe 2.s sarkofag er opstillet i Domkirken skabt af kunstneren Bjørn Nørgaard. Gravmælet vil først blive offentligt tilgængeligt ved regentens død og Bjørn Nørgaard har derfor udfærdiget en kunstnerisk tildækning. Gravmælet er en såkaldt kenotaf, dvs. at H.M. Dronningen skal begraves i en krypt under gravmælet. Sarkofagen hviler på tre søjler af hhvs. dansk granit, færøsk basalt og grønlandsk marmor. Den står i Sankt Birgittes kapel, som er udsmykket med kalkmalerier der kan dateres tilbage til 1511.

## Kirkens musikliv
Orgelspillet i domkirken varetages af domorganist Bine Bryndorf, samt to øvrige organister. Om sommeren afholdes desuden en ugentlig koncert med en international organist.
Sangen i Roskilde Domkirke varetages dels af kirkens kantori Domkoret, der består af 12 sangere, og dels af domkirkens to større kor Roskilde Domkirkes Drengekor samt Roskilde Domkirkes Pigekor. Drengekoret består af både drenge og vokse herresangere, der dækker alle stemmegrupper, mens pigekoret består af piger i alderen 9-22 år, der dækker stemmegrupperne sopran og alt. Drengekoret og Pigekoret varetager oftest domkirkens større gudstjenester (konfirmation, jul, påske) samt aftensange, mens Domkoret normalt varetager sognets øvrige gudstjenester. Desuden afholder alle tre kor regelmæssige koncerter i sognets kirker. Drengekoret og pigekoret afholder desuden jævnligt koncerter udenfor sognets kirker og drengekoret tager semiårligt på udenlandsturné. Pigekoret ledes af korleder Christa Brix Hauser. Drengekoret ledes af korleder Egil Kolind.

## Galleri
- Roskilde Domkirke - set fra bispegården
- Roskilde Domkirke, vestfacaden
- Christian 4.s kapel på nordsiden af kirkeskibet
- Orglet
- Alteret
- Absalonsbuen fra 1200-tallet, der forbinder domkirken med bispegården
- Wilhelm Marstrands maleri af Christian 4. på Trefoldigheden
- Relief over Korstole
- Margrethe 1.s sarkofag, set fra siden
- Frederik V's grav
- Kirken indvendig
- Kirken indvendig
- Margrethe I's grav bag alteret
- Christian 4.s kapel
- Kirkens orgel
- Margrethe I. grav
- Kirkens indre - sideakse
- Christian III' grav
- Indre af kirken - set oppe fra
- Stenen udenfor Roskilde Domkirke, der ifølge folkemindet er ridset i af djævlen